# Vilalba dels Arcs
Vilalba dels Arcs és una vila i municipi de la comarca de la Terra Alta.

## Geografia
- Llista de topònims de Vilalba dels Arcs (Orografia: muntanyes, serres, collades, indrets..; hidrografia: rius, fonts...; edificis: cases, masies, esglésies, etc).

Lo terme municipal de Vilalba dels Arcs, de 67,09 km² d'extensió, es troba al sector septentrional de la comarca de la Terra Alta. Limita a l'est amb lo terme de la Fatarella, al sud-est amb Gandesa, al sud-oest amb Batea, al nord-oest amb la Pobla de Massaluca i al nord amb lo municipi de Riba-roja d'Ebre (Ribera d'Ebre). S'estén entre la vall de Voravall i una sèrie d'elevacions a llevant i que formen part de les muntanyes de la Fatarella, entre les quals destaca el tossal de la Gaeta (548 m). Tot lo territori és molt trencat i solcat pel barranc de les Capçades i d'altres que porten les aigües a l'Ebre a través de la vall de Voravall i la vall de les Comes.
És coneguda arreu la representació de La Passió de Vilalba dels Arcs durant la Setmana Santa. Lo Dijous Sant i el Dissabte Sant la població es converteix en lo Jerusalem del segle I on los carrers medievals i les façanes de les cases fan de teló de fons d'esta singular obra de teatre a l'aire lliure.
Actualment, Vilalba dels Arcs té una població de 626 habitants aproximadament.
| 1497 f | 1515 f | 1553 f | 1717 | 1787 | 1857  | 1877  | 1887  | 1900  | 1910  |
| ------ | ------ | ------ | ---- | ---- | ----- | ----- | ----- | ----- | ----- |
| 88     | 103    | 118    | 279  | -    | 1.626 | 1.640 | 1.731 | 1.772 | 1.662 |

| 1920  | 1930  | 1940 | 1950  | 1960 | 1970 | 1981 | 1990 | 1992 | 1994 |
| ----- | ----- | ---- | ----- | ---- | ---- | ---- | ---- | ---- | ---- |
| 1.724 | 1.664 | 999  | 1.255 | 971  | 891  | 788  | 806  | 785  | 785  |

| 1996 | 1998 | 2000 | 2002 | 2004 | 2006 | 2008 | 2010 | 2012 | 2014 |
| ---- | ---- | ---- | ---- | ---- | ---- | ---- | ---- | ---- | ---- |
| 796  | 774  | 762  | 742  | 733  | 720  | 723  | 721  | 717  | 682  |

| 2016 | 2018 | 2020 | 2022 | 2024 | 2026 | 2028 | 2030 | 2032 | 2034 |
| ---- | ---- | ---- | ---- | ---- | ---- | ---- | ---- | ---- | ---- |
| 658  | 635  | 621  | 612  | 608  | -    | -    | -    | -    | -    |

Lo gentilici és vilalbí, vilalbina, tot i que col·loquialment també se'ls anomena catxaps i catxapes.

## Economia
Actualment la principal base econòmica és l'agricultura amb un predomini de la producció vinícola, també s'hi cultiva ametllers i oliveres. La Cooperativa Agrícola de la Germandat, actualment CoVilalba, fou fundada el 1961 i elabora essencialment vins blancs, principalment varietat garnatxa blanca i macabeu de la Denominació d'Origen Terra Alta, i olis dintre de la Denominació d'Origen Protegida de l'Oli Terra Alta. D'altra banda hi ha una incipient economia basada en la producció de tallers de confecció.

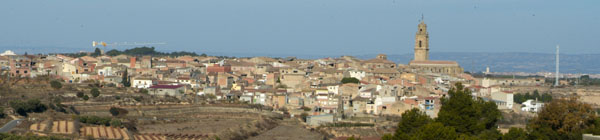
Vista general de la Vila des de la l'indret de Quatre Camins.

## Història
Lo municipi de Vilalba dels Arcs formà part dels extensos dominis que els templers tenien dins la batllia o comanda de Miravet, i fou lo comanador de Miravet Bernat de Campanisa qui atorgà la carta de poblament de Vilalba el 1224 a quatre pobladors segons lo document que es conserva publicat per Font i Rius. Al passar els béns de l'extingit orde del Temple als hospitalers, lo 1317, continuà sota el domini d'estos en l'anomenada Castellania d'Amposta i depenia directament de la comanda hospitalera d'Ascó.
La despoblació del segle xiv provocada per les epidèmies feu perdre la condició d'universitats o municipis autònoms. Al final del segle xv hom creà la comanda de Vilalba dels Arcs, i segons l'historiador gandesà Anton Monner el primer comanador fou Joan de Liany (1485) i el darrer, Gaspar Català (1787), encara que la comanda deixà de tenir vigència efectiva amb la desamortització. La comanda representà una època d'esplendor per a la població que es palesà en la construcció de la nova església, el segle xvii.
En la Guerra dels Segadors, lo 10 de gener de 1643, les tropes castellanes saquejaren la vila. Un cop acabada, el 1652, operaren, sobretot per Vilalba i la Fatarella, bandes de miquelets, fins al 1685, alguns dels quals moriren lluitant contra les tropes del rei, i d'altres enforcats a la plaça pública.
Durant la Guerra de Successió, a l'hospital de la vila moriren molts de soldats malferits i al fossar de la Confraria de Nostra Senyora de Gràcia foren enterrats nombrosos morts d'un i l'altre bàndol. Lo 29 de gener de 1706, los castellans ocuparen la població, que no pogué ser recuperada per la Generalitat. Fins al 1759 hi hagué una tropa d'ocupació de 50 soldats.
En les guerres carlines, la vila es fortificà; la població era favorable als carlins, encara que un bon nombre de vilalbins lluitaren contra Cabrera en los setges de Gandesa.
Vilalba visqué un dels episodis més sagnants dels primers dies de la guerra civil. El 18 de juliol, els voluntaris carlins abandonaren les tasques del camp i es mantingueren a l'expectativa. El 22 de juliol estaven reunits al local de la societat "El Rossinyol". Al migdia es presentaren al poble uns cinc-cents milicians procedents de Barcelona camí d'Aragó, que desviaren la seva ruta avisats pels veïns de Vilalba. Uns carlins escaparen i altres es lliuraren als milicians. Conduïts uns quaranta presos a la Plaça Major, possiblement per afusellar-los, la bloquejaren i preparen l'execució. Altres tradicionalistes, amagades darrere dels balcons de la casa Martell, obriren foc sobre la massa. Sorpresos els milicians, dispararen sobre els presoners i corregueren a buscar protecció. El grup de presoners es dispersà. Refets de la sorpresa, els milicians respongueren els trets i estrenyeren el setge. Carlins decidiren abandonar la posició; descoberts, foren conduïts de nou al poble i foren afusellats. La lluita durà vuit hores; després, a Vilalba es visqueren escenes dantesques. El resultat fou de 35 morts incloent els requetés, i 1 mort entre milicians. Les dues esglésies de Vilalba foren cremades i arrasades.
Al llarg dels mesos de juliol-novembre de 1938, fou un dels punts on s'estabilitzà el front republicà en la duríssima batalla de l'Ebre a l'indret conegut pels Quatre Camins, fet que comportà la destrucció d'una bona part de la vila.

## Llocs d'interès

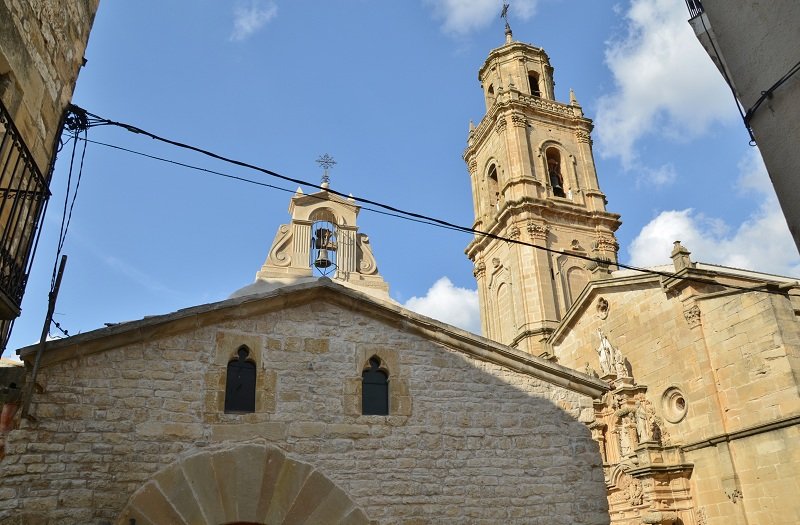
Conjunt monumental al centre històric de la Vila amb l'Església de la Mare de Déu de Gràcia i l'Església Parroquial de Sant Llorenç amb l'imponent campanar.

El nucli històric de Vilalba dels Arcs està protegit com a Bé Cultural d'Interès Local (BCIL).

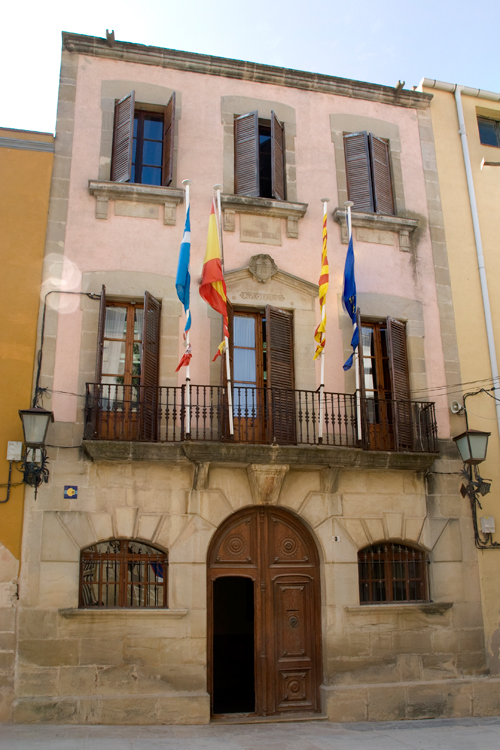
Casa de la Vila.

- Los Porxos de la Plaça, tot i que antigament tot lo carrer Major estava travessat per porxos, sobre els quals s'hi alçaven los habitatges; en l'actualitat, tan sols se conserven los de la Plaça de la Vila. També són mostra d'una interessant arquitectura popular Casa Martell i Casa Coll, entre d'altres.
- Església Parroquial de Sant Llorenç diaca i màrtir, començà a construir-se el segle xvi i es finalitzà l'any 1705, segons consta a la façana principal. És un edifici molt interessant perquè combina elements gòtics amb altres renaixentistes i barrocs. D'est estil destaca la fabulosa portada principal de pedra de la façana principal i l'esvelt campanar de 45 metres d'alçada. La façana barroca va ser bastida sota la direcció de l'arquitecte Francisco Ibarguenz[2] o Francisco de Ibarguenz.[3]
- Església de Nostra Senyora de Gràcia era la primitiva església i fou construïda en època templera. Originàriament era d'estil romànic, de transició al gòtic, tot i que sofrí modificacions posteriors. Actualment se troba fora de culte i s'utilitza com a centre polivalent.
- Lo Calvari, al qual s'accedeix per un camí escarpat i serpentejat, vorejat per altius xiprers, on se troben la Capella de la Mare de Déu dels Dolors, d'estil barroc, i la Capella de la Mare de Déu de Montserrat. En este turó també s'hi troba el Jaciment Arqueològic del Turó del Calvari, un antic vestigi que data de la primera Edat de Ferro.
- La Font. No gaire lluny del Calvari estan los antics rentadors públics, anomenats "La Font", mostra d'arquitectura popular.
- Lo Perxe del Bassot, antiga porta d'entrada a la vila des de la Fatarella. És un dels únics elements de la muralla que es conserven i que en època medieval protegia la vila. També es conserva restes de la muralla al Mirador del Bassot (Plaça de l'Obra), i dues torrasses una al Carrer Sant Llorenç i l'altra al Carrer Roig a la cruïlla amb la Raval de Sant Pere.
- Ermita de Sant Pau. Seguint lo camí de la Vall dels Prats (a uns 12 km) s'arriba a esta ermita construïda sota una balma de pedra, fet pel qual l'indret al poble es coneix com a "Sant Pau de la Roquerola".
- Vilalba la Vella. A la partida de les Ocates s'hi troben restes d'un antic assentament de població, que suposadament s'anomenà Vilalba, com a predecessor de l'actual emplaçament, o Ocates.
- Casa de la Vila. Edifici que alberga la seu del govern municipal, a la Plaça de la Vila. Data del segle xix i destaquen les finestres i portalada de la façana.
- També destaquen altres edificacions com Ca la Senyora al Carrer Major on s'hi albergava el comanador de la vila o restes del Castell de Vilalba, d'època templera al Carrer Sant Antoni cruïlla amb la Plaça de l'Església.

## La Passió de Vilalba dels Arcs

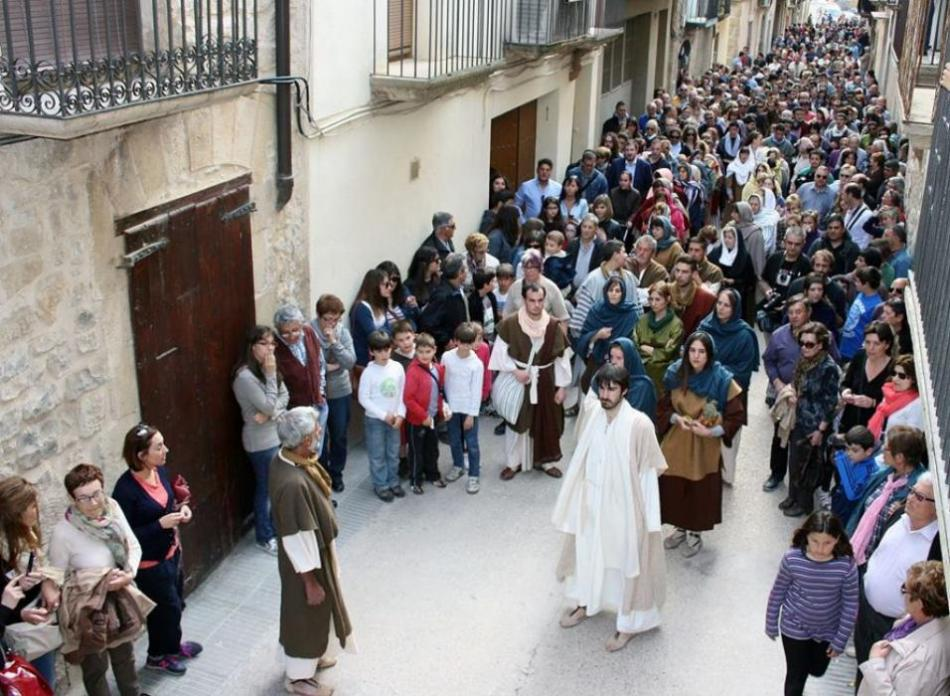
Moment de la representació de La Passió al Carrer Major el Dissabte Sant.

La Passió és una representació dels darrers dies de la vida de Jesucrist que té lloc lo Dijous Sant a la nit i el Dissabte Sant a la tarda a Vilalba dels Arcs. L'any 2015 fou declarada Patrimoni Festiu de Catalunya per la Generalitat de Catalunya i Festa d'Interès Comarcal pel Consell Comarcal de la Terra Alta.

## Romeria a Santa Maria Magdalena de Berrús
Com una tradició ancestral de centenars d'anys, los vilalbins i vilalbines cada any lo primer dissabte després de Pasqua celebren la Romeria a Santa Maria Magdalena de Berrús, seguint la tradició dels seus avantpassats amb cura, respecte i emoció.
Considerada la romeria més llarga de Catalunya, los veïns i veïnes de Vilalba caminen un total de 50 km (anada i tornada) fins a l'Ermita de Berrús. Situada actualment al capdamunt d'un turó a la vora de l'Ebre després de ser salvada de les aigües del Pantà de Riba-roja d'Ebre als anys 60. Los berrusers i berruseres caminen fins a l'indret, al terme municipal de Riba-roja d'Ebre, amb una espectacular i respectuosa processó amb lletanies i cants amb llati heretats com lo tresor més preuat, hi porten lo Sant Crist de Berrús que es custodia a l'Església Parroquial durant l'any com la joia de la vila.
Durant la jornada "d'anar a Berrús" com diuen, los romeus preguen pels difunts de la pesta que arrasà el llogaret de Berrús i que són avantpassats seus, pels difunts més popers, demanen la pluja del cel o en donen les gràcies a Santa Magdalena i preguen per la "salut de cos i ànima". És emotiu lo cant dels Goigs a la Santa que es poden sentir fins a tres cops durant lo dia i la catifa de ciris que es va formant als peus de la Santa, plens de desitjos i records. Tot envoltat d'un ambient festiu entre els veïns que passen lo dia a l'ermita amb un so de campanes que no paren de ressonar durant la jornada i que transmeten alegria i emoció. Com a moment culminant i espectacular de la jornada és la tornada al poble ja de nit, amb los cants, los fanals i les campanes donant la benvinguda als berrusers i berruseres. És del dia més esperat pels vilalbins.

## Festes i tradicions
- Sant Sebastià, Festa Major d'hivern. Se celebra el quart cap de setmana de gener. Des de fa pocs anys, s'hi emmarca la presentació de la temporada de la Passió de Vilalba, l'any 2015 es va recuperar el Ball de la Dansada de Vilalba a la Plaça de la Vila el dia de la festivitat del copatró amb lo suport d'Educa't A+, recuperant, un any més tard, amb la col·laboració del Patronat de la Passió, la Foguera de Sant Sebastià que segons los arxius municipals, deixà de cremar l'any 1925, i es manté amb flama durant tot lo cap de setmana.
- Santa Àgueda, festa de les dones. Principis de febrer.
- Carnaval. Rua nocturna amb molta varietat de disfresses i carosses.
- Setmana Santa. Plena d'actes religiosos i tradicionals, com lo Septenari a la Mare de Déu dels Dolors (patrona de la vila), via-creus fins al Calvari i la Processó del Sant Enterrament.
- La Passió de Vilalba dels Arcs. Lo Dijous i Dissabte Sant, que engloba les representacions i actes paral·lels com lo tast de vins, lo mercat d'artesania i productes típics, lo concurs de pintura ràpida, etc.
- Romeria a Santa Maria Magdalena de Berrús. Primer dissabte després de Pasqua.
- Sant Isidre. El diumenge més proper al 15 de maig. Missa a la plaça de la Cooperativa i processó amb tractors.

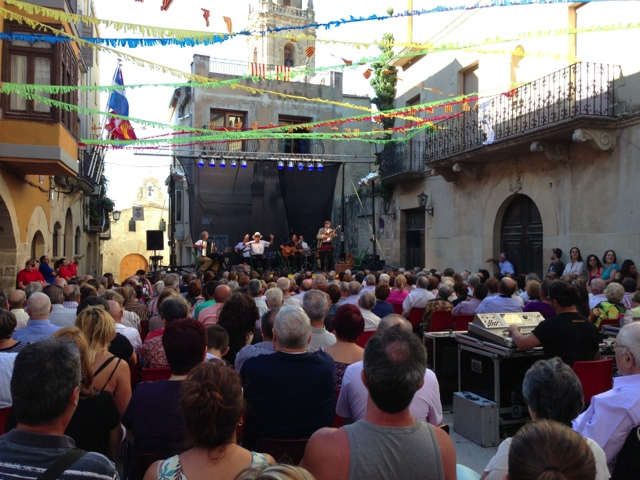
Festa Major de Sant Llorenç. Actuació a la Plaça de la Vila.

- Sant Joan. Revetlla el 23 de juny a la Plaça de la Vila amb botifarrada popular.Festa Major de Sant Llorenç. Actuació a la Plaça de la Vila.
- Festa Major de Sant Llorenç, patró de la vila. Del 7 al 15 d'agost. Celebració de diferents actes religiosos, culturals, esportius... Amb representacions teatrals a càrrec del grup de teatre local La Pirindola, diada dels Quintos amb la cercavila dels tradicionals canyissos atapeïts de coques i la posterior subhasta, tancant la jornada l'espectacular xaranga que omple els carrers de farina i aigua. Dia 9, la vespra: presentació de la pubilla, damisel·les, hereu, fadrins i pubilletes i hereutes amb lo tradicional pregó de festes acompanyat de l'actuació de totes les entitats locals, amb una gran revella a la Plaça de la Vila organitzada per l'Associació de Joves. Dia 10, Sant Llorenç: actes oficials, Missa Major, Processó, concert vermut, partit de futbol en què es disputa el trofeu de Festes Majors, ballada de Sardanes, sessió de ball de nit. I a partir del dia 11 diferents actes dedicats a petits i grans, joves i no tant joves, en que destaca l'homenatge a la gent gran, la tradicional cursa de sacs, ous i altres, i la multitudinària ballada de sardanes a l'esplanada de la Capella de la Verge dels Dolors.
- Santa Cecília. Últim dissabte de novembre. Festa dels músics, del Casal Rossinyol i entrada dels Quintos del següent any amb la tradicional pluja de confeti.

## Fills il·lustres
- Claudi Tarragó i Borràs (1901- 1986) Escultor.

- Joan Povill Adserà (1903- 1985) Poeta i Escriptor

## Entitats locals
Vilalba dels Arcs és un municipi amb un teixit associatiu molt ric. Estes entitats fan del dia a dia dels veïns més entretingut i ric cultural i socialment.
- Associació de Jubilats i Pensionistes
- Associació de Dones
- Aguederes
- Associació de Joves
- Associació d'amics i amigues del lleure Educa't A+
- Grup d'Estudi i Recerca del Patrimoni de Vilalba
- Grup de Teatre Pirindola
- Patronat de la Passió
- Delegació Local de la Lliga contra el càncer
- Grup de Bitlles
- Grup de la Dansada de Vilalba
- Agrupació Musical de Vilalba dels Arcs
- Rondalla de Vilalba dels Arcs
- BTT Vilalba dels Arcs
- Grup de Puntaires
- Grup de Batucada CATUXAP
- Càritas parroquial
- Societat de Caçadors
- Grup de Majorettes de Vilalba dels Arcs
- AMPA Col·legi Públic "Diví Mestre"
- Comissió de Festes
- Coral dels Arcs